# Chromidotilapia linkei
Chromidotilapia linkei är en fiskart som beskrevs av Staeck, 1980. Chromidotilapia linkei ingår i släktet Chromidotilapia och familjen Cichlidae. IUCN kategoriserar arten globalt som starkt hotad. Inga underarter finns listade i Catalogue of Life.